# Parenterální výživa
Parenterální výživou označujeme umělou, náhradní výživu, jež organismu zajišťuje podávání energetických substrátů a živin přímo do krevního řečiště, tedy mimo zažívací trakt, s cílem udržet dlouhodobě uspokojivý nutriční stav a stav vnitřního prostředí pacienta.

## Historie
Jako první historický mezník v parenterálním podávání léčiv bylo objevení krevního oběhu v roce 1628 Williamem Harveyem. V roce 1656 podal sir Christopher Wren, architekt londýnské katedrály sv. Pavla, zprávu o svých pokusech, ve kterých podával do žíly psům opium, pivo a víno. Od té doby rozvoj parenterální výživy (PV) a infuzní terapie sleduje obecný vývoj technických a vědeckých oborů – především farmacie, chemie, biochemie a fyziologie. Některé další významné události vztahující se k parenterální výživě:
- 1831 – Thomas Latta – podání vody a elektrolytů
- 1847 – Ignác Semmelweiss – zásady asepse
- 1896 – Arthur Biedl, R. Kraus – intravenózní podání glukózy
- 1920 – Yamakava – intravenózní podání tukové emulze lidem
- 1939 – Elman, Weiner – podání proteinových hydrolyzátů lidem
- 80. léta 20. stol. – systém výživy all in one

## Indikace
Parenterální výživa je aplikována tehdy, pokud nastane jeden z dále uvedených scénářů. Za prvé, pacient nemůže být živen jiným než parenterálním způsobem (enterální výživa je kontraindikována):
- Ileus
- Stenózy střeva
- Střevní píštěle
- Těžké záněty
- Polytraumata, sepse, popáleniny, peritonitida
- Selhání jater, ledvin
- Mentální anorexie
- Předoperační příprava

Za druhé, pacient může být živen enterálně, ale enterální příjem nestačí pokrýt nutriční potřeby:
- Maldigesce
- Malabsorpce
- Rozsáhlé střevní resekce - syndrom krátkého střeva

## Kontraindikace
- Možnost podání enterální výživy
- Šokové stavy, nestabilita oběhové soustavy
- Terminální stav onemocnění
- Odmítání nutriční podpory ze strany pacienta

## Srovnání enterální a parenterální výživy

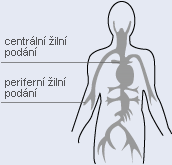
Přístupové cesty parenterální výživy

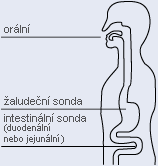
Přístupové cesty enterální výživy

|          | Enterální výživa                      | Parenterální výživa                                              |
| -------- | ------------------------------------- | ---------------------------------------------------------------- |
| Výhody   | Fyziologický přísun živin             | Možnost podání přesně definovaného množství živin                |
|          | Zachovaná funkce střeva               | Rychlejší úprava metabolické situace                             |
|          | Nižší finanční náklady                | Větší možnost regulace výživy dle denní potřeby                  |
|          | Méně komplikací                       |                                                                  |
|          |                                       |                                                                  |
| Nevýhody | Intolerance výživy – průjmy, zvracení | Nefyziologický způsob podání výživy                              |
|          | Pomalejší úprava metabolizmu          | Složitější způsob podání – vyšší riziko                          |
|          | Možnost aspirace                      | Nutnost přesnějšího dávkování – snadno může dojít k předávkování |
|          |                                       | Vyšší cena                                                       |

## Možnosti aplikace

### Periferní přístup
Tato cesta je určena ke krátkodobé nutriční podpoře. Do periferní žíly je nutno aplikovat roztoky s osmolaritou do 900 mosmol/l, u dětí 600 mosmol/l. Vyhoví kterákoliv periferní žíla na horních nebo dolních končetinách, nejčastěji se pak výživa aplikuje žílou na předloktí.

### Centrální přístup
Parenterální výživa je aplikována centrální žílou a slouží k dlouhodobé komplexní výživě, přičemž do centrálního žilního katétru aplikujeme roztoky s osmolaritou nad 900 mosmol/l. Nejčastěji se provádí kanylace podklíčkové, hrdelní nebo levé bezejmenné žíly, konec centrálního žilního katétru sahá do horní duté žíly. Při kanylaci i ošetřování je nutno dodržovat sterilní podmínky, hrozí totiž vyšší riziko kanylových sepsí. Pro dlouhodobou parenterální výživu je také možné zavést permanentní katétry vedené podkožním tunelem, nebo implantovat venózní port. Tyto způsoby snižují riziko kanylových sepsí.

## Systémy aplikace

### Systém jednotlivých láhví ("multiple bottle")
Jedná se o dříve hojně používaný způsob podávání parenterální výživy. Podávání výživy z několika samostatných lahví vede k vyššímu riziku infekce a vyšší spotřebě setů, k dávkování je potřeba dvou infuzních pump. Podávání jednotlivých substrátů vede ke zhoršené utilizaci a častějšímu vzniku nekompatibility při nedodržení koncentračních poměrů infuzních příměsí. Naopak příznivými faktory jsou především nízká cena a možnost rychle měnit složení příměsí.

### Systém "all – in - one"
Tento systém aplikace parenterální výživy zajišťuje v jednom vaku smíchání tuků, cukrů, aminokyselin, vitamínů, stopových prvků a minerálů. Výhodou je menší spotřeba materiálu, menší náročnost na potřebu technického zajištění a snížené riziko bakteriálních komplikací. Podmínkou užití tohoto systému je průkaz stability směsi daný výrobcem. Indikací jsou zejména chronická onemocnění – syndrom krátkého střeva.
Existují komerčně připravované vaky, v nemocniční lékárně je možné při schváleném provozu individuálně připravovat vaky pro konkrétního pacienta.

## Složení parenterální výživy
Složení parenterální výživy má mj. zajistit stabilitu hemostázy, funkční resuscitaci, hojení a růst. Níže jsou uvedeny základní složky parenterální výživy se stručnou charakteristikou.

### Voda a elektrolyty
Potřeba vody a elektrolytů poskytuje základní výchozí bod pro plánování parenterální výživy. V praxi musíme bezpodmínečně zohlednit:
- Stav hydratace
- Fototerapii
- Horečku
- Ztráty tekutin a elektrolytů píštělemi GIT
- Terapii diuretiky

Denní bazální potřebu tekutin kalkulujeme dle Holiday-Segarova vzorce:
- 100 ml/kg na prvních 10 kg hmotnosti
- 50 ml/kg na druhých 10 kg hmotnosti
- 20 ml/kg na další kilogramy tělesné hmotnosti (tj. na váhu nad 20 kg)

### Cukry
Z monosacharidů uplatňovaných v parenterální výživě je glukóza. Glukóza je preferovaným substrátem pro mozek a nervovou tkáň, stejně tak je energetickým substrátem pro erytrocyty, leukocyty a dřeň ledvin. Za normálních okolností je hlavním zdrojem energie.

### Tuky
Tuky jsou druhou složkou neproteinové energie. Tuky v parenterální výživě jsou zdrojem nejen energie, ale i esenciálních mastných kyselin (jedná se zejména o kyseliny Omega-3 a Omega–6, jež jsou ve vyšších koncentracích obsaženy v rybím tuku). V zátěžové situaci by měly zajišťovat cca 15–20 % potřeby energie, za normální situace 30–50 % energetické potřeby. Aby nedošlo k deficienci (nedostatku) esenciálních mastných kyselin, je třeba, aby cca 5 % energetické potřeby bylo pokryto tukovými emulzemi. Pro parenterální výživu se užívají emulze sojového oleje (LCT – long chain triglycerides), směsi sojového oleje s MCT (middle chain triglycerides) olejem a částice LCT / MCT.
Tuky nepodáváme při hypercholesterolemii, hypertriacylglycerolemii, při akutním selhání jater, relativní kontraindikací je pancreatitis acuta a nestabilní diabetes.

### Aminokyseliny
Primárním cílem terapeutické intervence do výživy je zabránit katabolismu a podporovat anabolismus. Včasným přívodem aminoroztoků bychom měli předejít vzniku některých deficiencí v zátěžových stavech tak, aby byly trvale vytvořeny příznivé podmínky pro proteosyntézu. S parenterálním přívodem aminokyselin začínáme co nejdříve, a to i ve fázi oběhové nestability a orgánového postižení. Iniciální dávka aminokyselin při katabolismu a snížené toleranci glukosy je 1,0–1,5 g/kg/den a v této situaci volíme zvýšený podíl větvených aminokyselin 40–60 % "bez ohledu" na množství dodané energie. V zátěžové situaci může podíl aminokyselin na celkové energetické potřebě činit i více než 30 %. Používané druhy roztoků aminokyselin:
1. Standardní roztoky aminokyselin
2. Orgánově specifické roztoky
3. Pediatrické
4. Modulační

### Vitamíny
Podávání vitamínů je nutné, protože jejich nedostatek vede k poruchám intermediárního metabolismu . Vitaminy totiž vystupují jako koenzymy mnohých metabolických řetězců, což může závažně ovlivnit léčbu pacienta, hojení ran, narušit kalciový metabolismus apod. Vitaminy je třeba v průběhu parenterální výživy doplňovat v celém profilu kromě vitaminu D.

### Stopové prvky
Stopovými prvky rutinně hradíme: železo, zinek, měď, chrom, selen, mangan a jód. Podáváme je nejpozději od 4. týdne parenterální výživy, zinek již od 2. týdne. V případě zvýšené ztráty těchto elementů, nebo v případě, že je pacient v katabolismu, hradíme zinek ihned. Stopové prvky jsou dostupné v komerčních směsích.

## Rizika parenterální výživy

### Metabolické komplikace
- Syndrom přetížení nutričními substráty - zvýšená produkce oxidu uhličitého, jež může vyústit až do respirační insuficience.
- Poruchy metabolismu cukrů – Patří mezi nejčastější metabolickou komplikaci, při které dojde k překročení maximální rychlosti aplikované glukózy.
- Poruchy metabolismu lipidů – hypertemie, porucha acidobazické rovnováhy anebo postižení CNS. Podávání tukové emulze může vést až ke vzniku koloidního syndromu - třes těla, zrudnutí, bolest hlavy, zvýšení teploty, atd.
- Poruchy metabolismu proteinů, minerálů, vitamínů a stopových prvků mohou vyvolat hypokalámii, hypomagnezémii či hypofosfatémii.

### Komplikace spojené se zavedením centrálního žilního katétru
- Riziko vzniku infekce – septické komplikace (katétrová sepse)
- Pneumotorax, fluidotorax, hemotorax
- Vzduchová embolie
- Nesprávné zavedení katétru – např. až do pravé komory srdeční (je příčinou dysrytmií)
- Žilní trombóza

### Poruchy ze strany trávicího traktu
- Poruchy funkcí střeva – poškození bariérové funkce tenkého střeva, zhoršení střevní motility, sepse.
- Poruchy funkcí jater – jaterní steatóza, dyslipidémie, cholestáze.